# 筒井あゆみ
もしかして
- 筒井あやめ

ではありませんか？